# Gilmore Junio
Gilmore Junio (* 6. August 1990 in Calgary) ist ein kanadischer Eisschnellläufer.

## Werdegang
Junio debütierte im Weltcup im November 2010 in Heerenveen und belegte dabei in der B-Gruppe über 1000 m den 12. Platz und in der B-Gruppe über 500 m den sechsten und den dritten Platz. Im folgenden Jahr kam er in Tscheljabinsk mit dem neunten Platz über 500 m erstmals unter den ersten Zehn im A-Weltcup. In der Saison 2012/13 erreichte er in Nagano mit dem zweiten Platz über 500 m seine erste Podestplatzierung im Weltcup. Im Januar 2013 belegte er bei der Sprintweltmeisterschaft in Salt Lake City den 14. Platz im Sprint-Mehrkampf. Bei den Einzelstreckenweltmeisterschaften 2013 in Sotschi errang er den 19. Platz im 2 × 500-m-Lauf. Zu Beginn der folgenden Saison holte er in Salt Lake City über 500 m seinen ersten Weltcupsieg. Im weiteren Saisonverlauf belegte er über 500 m einmal den zweiten und einmal den dritten Platz und erreichte damit den sechsten Rang im Gesamtweltcup über 500 m. Bei seiner ersten Olympiateilnahme 2014 in Sotschi wurde er Zehnter im 2 × 500-m-Lauf. Im Januar 2015 kam er bei den Sprintweltmeisterschaft in Astana auf den 19. Platz im Sprint-Mehrkampf. Im selben Monat wurde er kanadischer Meister über 500 m. Bei den Einzelstreckenweltmeisterschaften 2015 in Heerenveen errang er den achten Platz im 2 × 500-m-Lauf. In der Saison 2015/16 gewann er beim Weltcup in Inzell über 500 m und im Teamsprint in Heerenveen. Zudem wurde er in Stavanger und in Heerenveen jeweils Dritter über 500 m und im Teamsprint in Heerenveen Zweiter. Bei den Einzelstreckenweltmeisterschaften 2016 in Kolomna belegte er den 18. Platz im 2 × 500-m-Lauf. Zum Saisonende erreichte er den dritten Platz im Gesamtweltcup über 500 m. In der Saison 2017/18 siegte er in Stavanger und in Calgary jeweils im Teamsprint. Beim Saisonhöhepunkt, den Olympischen Winterspielen 2018 in Pyeongchang, kam er auf den 17. Platz über 500 m.

## Persönliche Bestzeiten
- 500 m: 34,25 s (aufgestellt am 15. November 2013 in Salt Lake City)
- 1000 m: 1:08,39 min (aufgestellt am 16. November 2013 in Salt Lake City)
- 1500 m: 1:49,31 min (aufgestellt am 10. September 2016 in Calgary)
- 3000 m: 4:24,02 min (aufgestellt am 19. Dezember 2009 in Calgary)

## Teilnahmen an Weltmeisterschaften und Olympischen Winterspielen

### Olympische Spiele
- 2014 Sotschi: 10. Platz 2 × 500 m
- 2018 Pyeongchang: 17. Platz 500 m

### Einzelstrecken-Weltmeisterschaften
- 2013 Sotschi: 19. Platz 2 × 500 m
- 2015 Heerenveen: 8. Platz 2 × 500 m
- 2016 Kolomna: 18. Platz 2 × 500 m

### Sprint-Weltmeisterschaften
- 2013 Salt Lake City: 14. Platz Sprint-Mehrkampf
- 2015 Astana: 19. Platz Sprint-Mehrkampf

## Weltcupsiege

### Weltcupsiege im Einzel
| Nr. | Datum             | Ort            | Disziplin |
| --- | ----------------- | -------------- | --------- |
| 1.  | 15. November 2013 | Salt Lake City | 500 m     |
| 2.  | 4. Dezember 2015  | Inzell         | 500 m     |

### Weltcupsiege im Team
| Nr. | Datum             | Ort          |
| --- | ----------------- | ------------ |
| 1.  | 11. Dezember 2015 | Heerenveen 1 |
| 2.  | 19. November 2017 | Stavanger 2  |
| 3.  | 1. Dezember 2017  | Calgary 3    |